# Viaggio apostolico di Francesco in Sri Lanka e nelle Filippine 2015
Per il suo VII Viaggio apostolico, papa Francesco si è recato, dal 12 al 15 gennaio, in Sri Lanka e, dal 15 al 19 gennaio 2015, nelle Filippine.
Si tratta della terza visita di un Pontefice in Sri Lanka dopo quelle di Paolo VI il 4 e 5 dicembre 1970 e di Giovanni Paolo II nel 1995 e della quarta visita di un Pontefice nelle Filippine dopo quelle di Paolo VI nel novembre del 1970 e di Giovanni Paolo II nel 1981 e nel 1995.
È inoltre un viaggio storico in quanto nelle Filippine, il 18 gennaio, il Papa ha celebrato una Santa Messa alla presenza di circa 6-7 milioni di fedeli; è stato l'evento con più partecipanti della storia.

## Svolgimento del viaggio
Papa Francesco è partito per il suo viaggio apostolico dall'aeroporto di Roma-Fiumicino nella serata del 12 gennaio.

### Sri Lanka
Il Papa è arrivato in Sri Lanka nella mattinata del 13 gennaio, accolto al suo passaggio in papa-mobile, da migliaia di persone e da alcune decine di elefanti.

#### 13 gennaio
Al suo arrivo all'aeroporto internazionale di Colombo è avvenuta la cerimonia di benvenuto con i discorsi del Presidente Maithripala Sirisena e del Papa. Quindi il Papa si è recato in Arcivescovado per incontrare i Vescovi dello Sri Lanka. Nel pomeriggio il Santo Padre ha compiuto una visita di cortesia al Presidente della Repubblica nella Residenza Presidenziale e, successivamente, ha partecipato ad un incontro interreligioso nel Bandaranaike Memorial International Conference Hall.

#### 14 gennaio
Nella mattina del 14 gennaio il Papa ha celebrato la Santa Messa con la Canonizzazione del Beato Giuseppe Vaz nella Galle Face Green alla presenza di circa 500.000 fedeli. 
Nel pomeriggio il Papa si è recato a Madhu per visitare il Santuario di Nostra Signora del Rosario accolto da migliaia di persone, sia cristiani che musulmani. A Madhu il Papa ha pregato all'interno del Santuario e poi all'esterno ha rivolto un discorso ai presenti. Infine il Papa ha fatto ritorno a Colombo.
A Colombo, con un fuoriprogramma, il Papa ha visitato un tempio buddhista. 

#### 15 gennaio
Il 15 gennaio, ultimo giorno di visita in Sri Lanka, il Papa ha visitato la Cappella di Nostra Signora di Lanka a Bolowalana; quindi si è recato all'aeroporto per la cerimonia di congedo e per la partenza verso Manila.

### Filippine
Il Papa è arrivato in serata nelle Filippine, alla Villamor Air Base di Manila, dove è stato accolto ufficialmente.

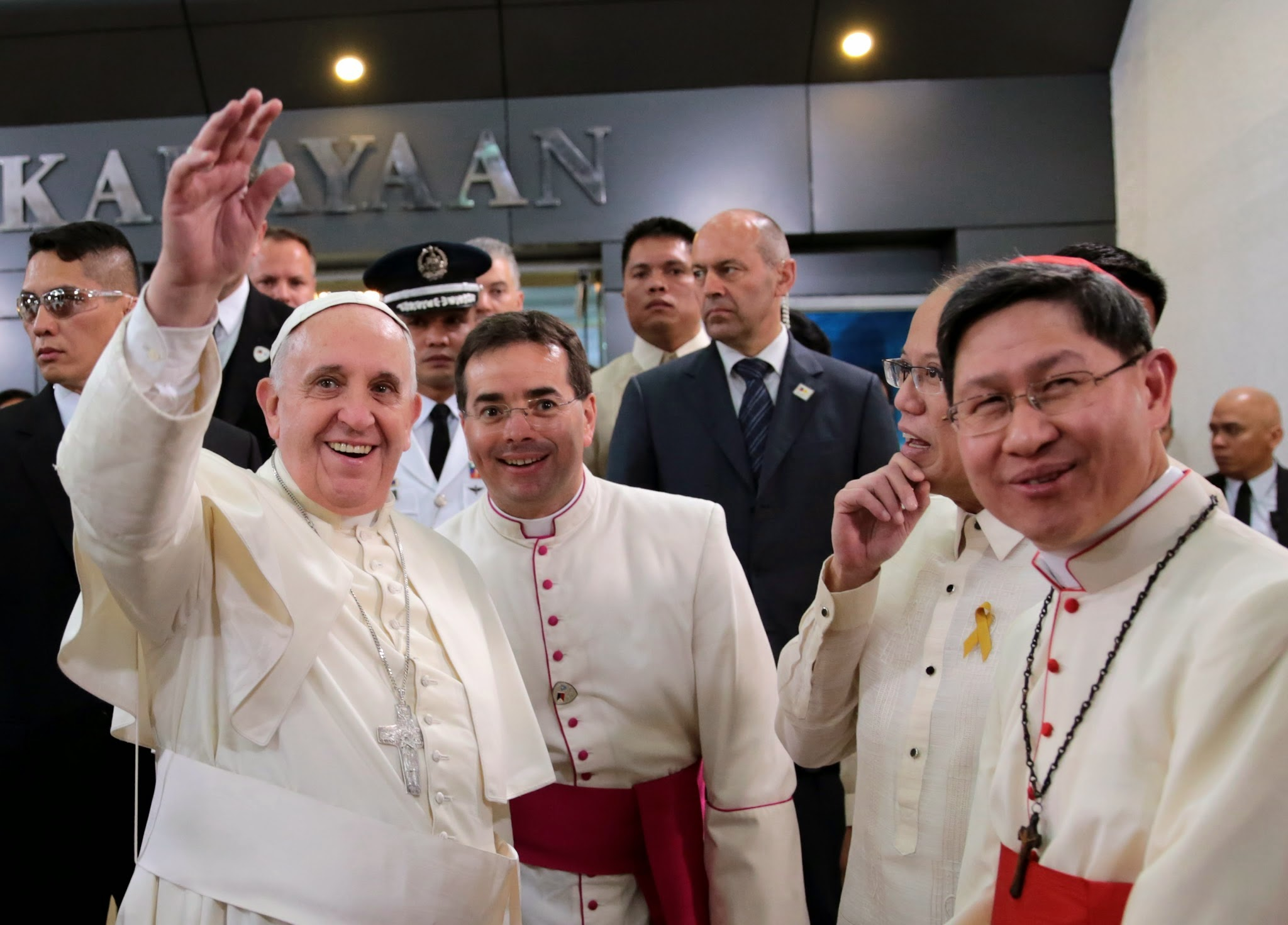
Papa Francesco con il cardinale Luis Antonio Tagle

#### 16 gennaio
In mattinata il Papa si è recato al Palazzo Presidenziale per la cerimonia di benvenuto, la visita di cortesia al Presidente Benigno Aquino III e per incontrare le autorità delle Filippine. Al termine dell'incontro al Palazzo Presidenziale il Papa si è recato alla Cattedrale dell'Immacolata Concezione di Manila per celebrare la Santa Messa con Vescovi, Sacerdoti, Religiosi, Religiose e Seminaristi dell'arcidiocesi. Nel pomeriggio, ultimo impegno ufficiale della giornata, il Papa ha incontrato le famiglie nella Mall of Asia Arena di Manila. In serata, con un fuoriprogramma, il Papa ha fatto visita ai bambini orfani.

#### 17 gennaio

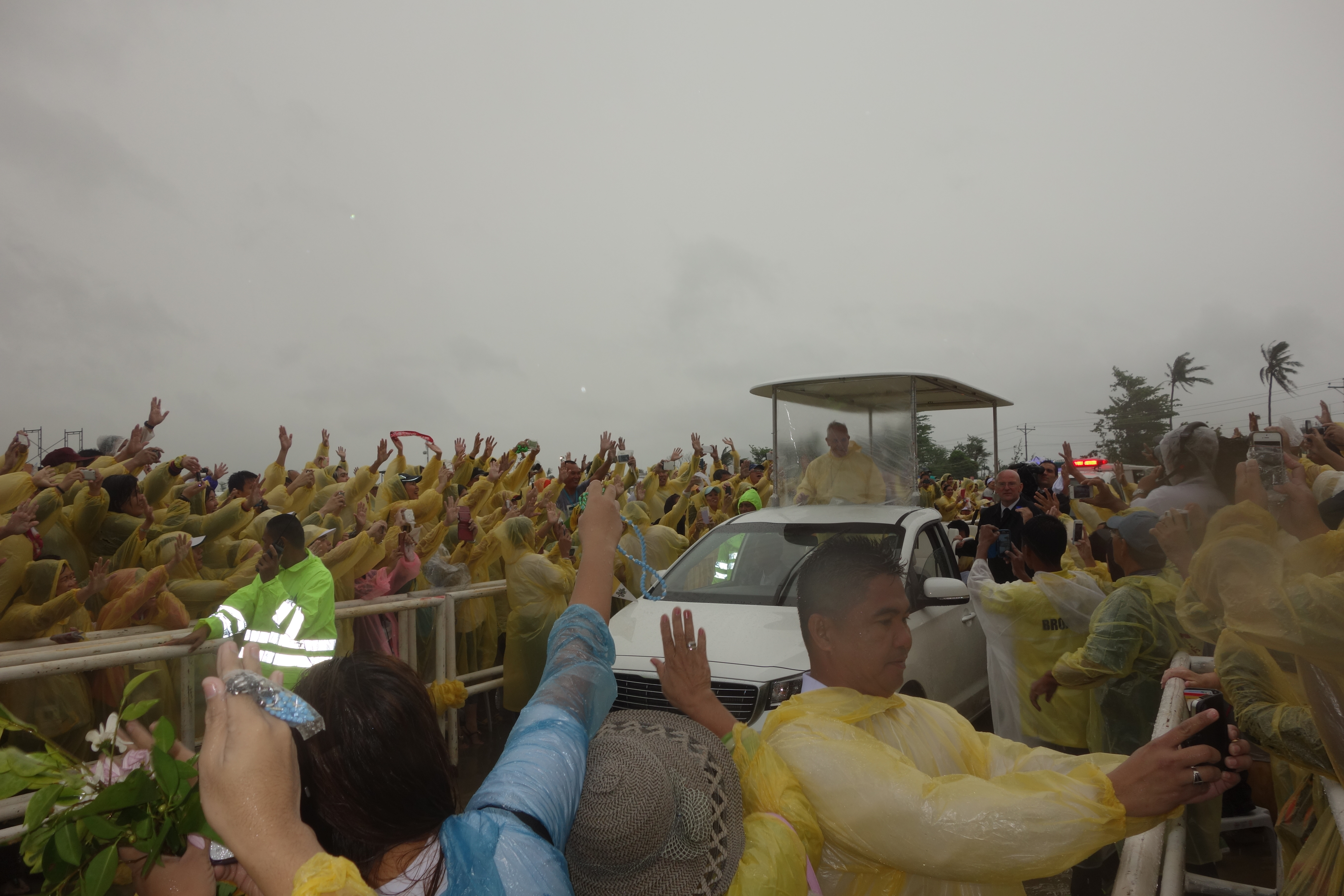
Papa Francesco a Tacloban

In mattinata il Papa si è trasferito a Tacloban, dove ha celebrato la Santa Messa accanto all'aeroporto, alla presenza di oltre un milione di fedeli. A causa del maltempo il Papa 

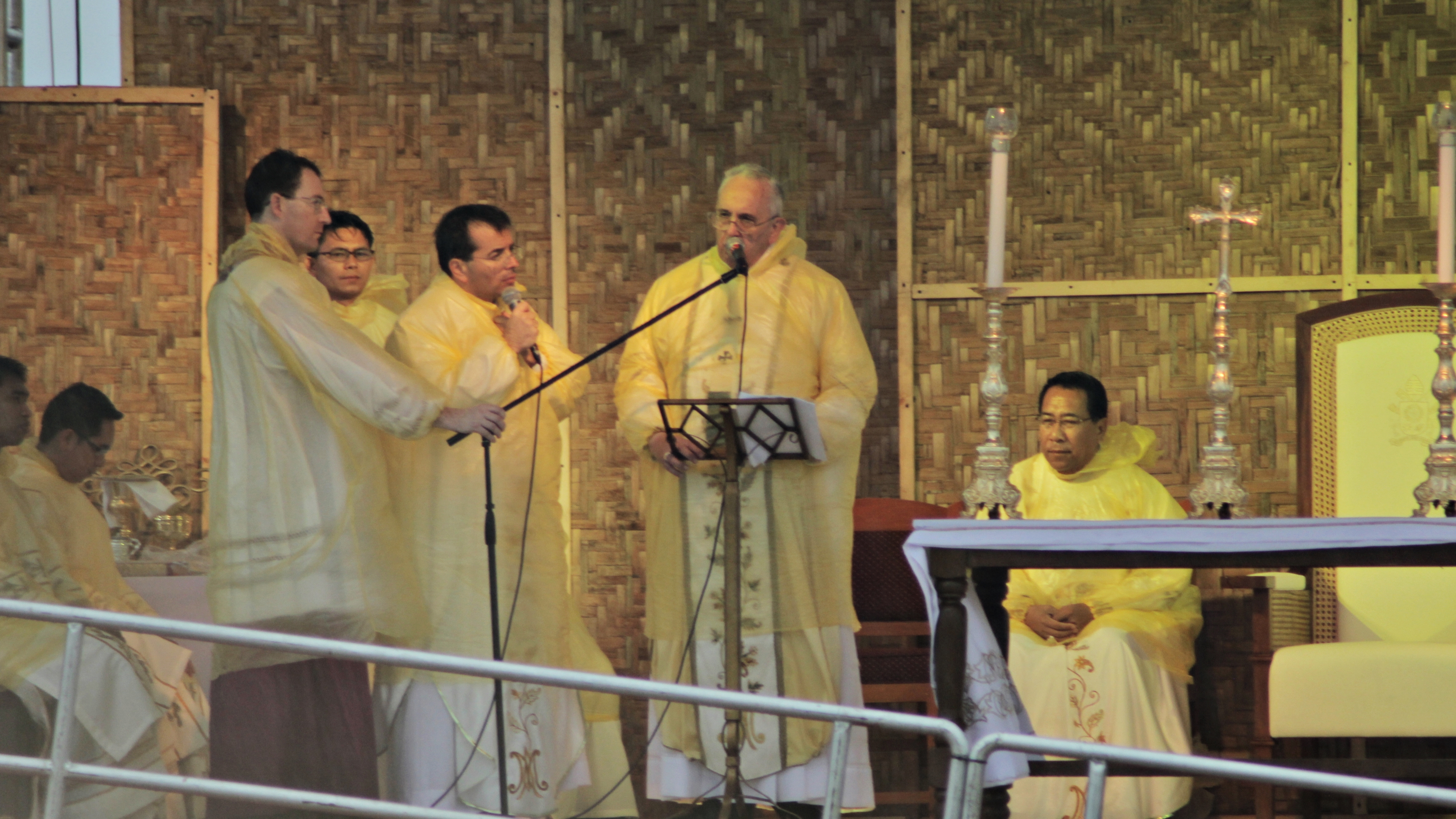
Papa Francesco celebra la Messa a Tacloban

non ha potuto celebrare la Messa sul palco principale, ma su un palco più piccolo a fianco; inoltre, sia durante la Messa che durante il saluto ai fedeli, il Papa ha dovuto indossare un impermeabile. Al termine della Santa Messa il Papa ha pranzato con alcuni superstiti del tifone Yolanda nella Residenza dell'arcivescovo di Palo. Nel pomeriggio ha benedetto dall'esterno il nuovo Pope Francis Center for the Poor. Quindi ha incontrato, velocemente a causa del mal tempo, i sacerdoti, religiosi, religiose e superstiti del tifone nella Cattedrale di Palo. Al termine dell'incontro, il Papa ha fatto anticipatamente ritorno a Manila.

#### 18 gennaio

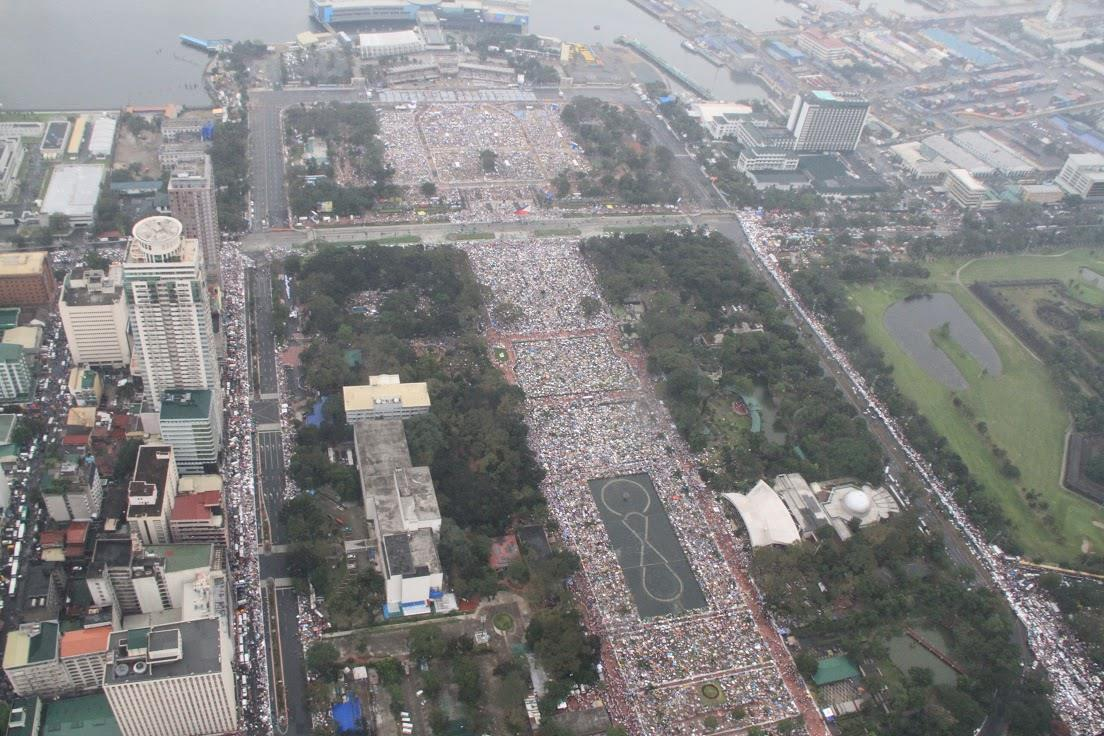
Rizal Park durante la Santa Messa

Nella mattinata del suo ultimo giorno di visita nelle Filippine il Papa si è recato all'Università di Santo Tomás di Manila per incontrare i leader delle diverse religioni; subito dopo, nell'ampio campo sportivo dell'Università, ha incontrato migliaia di giovani..
Nel pomeriggio, il Papa si è recato al Rizal Park di Manila per l'ultimo impegno di questo viaggio, la Santa Messa conclusiva. Il Papa ha attraversato una folla di fedeli stimata fra i 6 e gli 8 milioni di persone, dato che batte anche il record dei 5 milioni di fedeli per la Messa di Giovanni Paolo II in occasione della GMG del 1995, svoltasi sempre nella capitale. Dopo l'ampio giro in papamobile, il Papa ha celebrato la Santa Messa del Santo Niño (ossia la festa di Gesù Bambino che si celebra nelle Filippine). Successivamente, dirà in conferenza stampa, di essersi sentito "annientato" da quella presenza massiccia del popolo di Dio. Al termine della Santa Messa il Papa ha invitato tutti i fedeli presenti ad andare in "missione". Al termine il Papa ha fatto ritorno alla Nunziatura apostolica.
Il 19 gennaio il Papa, prima di lasciare le Filippine, ha celebrato la Messa in privato, e poi si è diretto alla Villamor Air Base di Manila, dove è avvenuta la cerimonia di congedo ufficiale, prima di far ritorno a Roma.